# Nemotelus beckeri
Nemotelus beckeri är en tvåvingeart som beskrevs av Hauser 1998. Nemotelus beckeri ingår i släktet Nemotelus och familjen vapenflugor. Inga underarter finns listade i Catalogue of Life.